# Bahnhof Kyōto
Der Bahnhof Kyōto (jap. 京都駅, Kyōto-eki) ist der Hauptbahnhof in der japanischen Stadt Kyōto.

## Verkehrsanbindungen

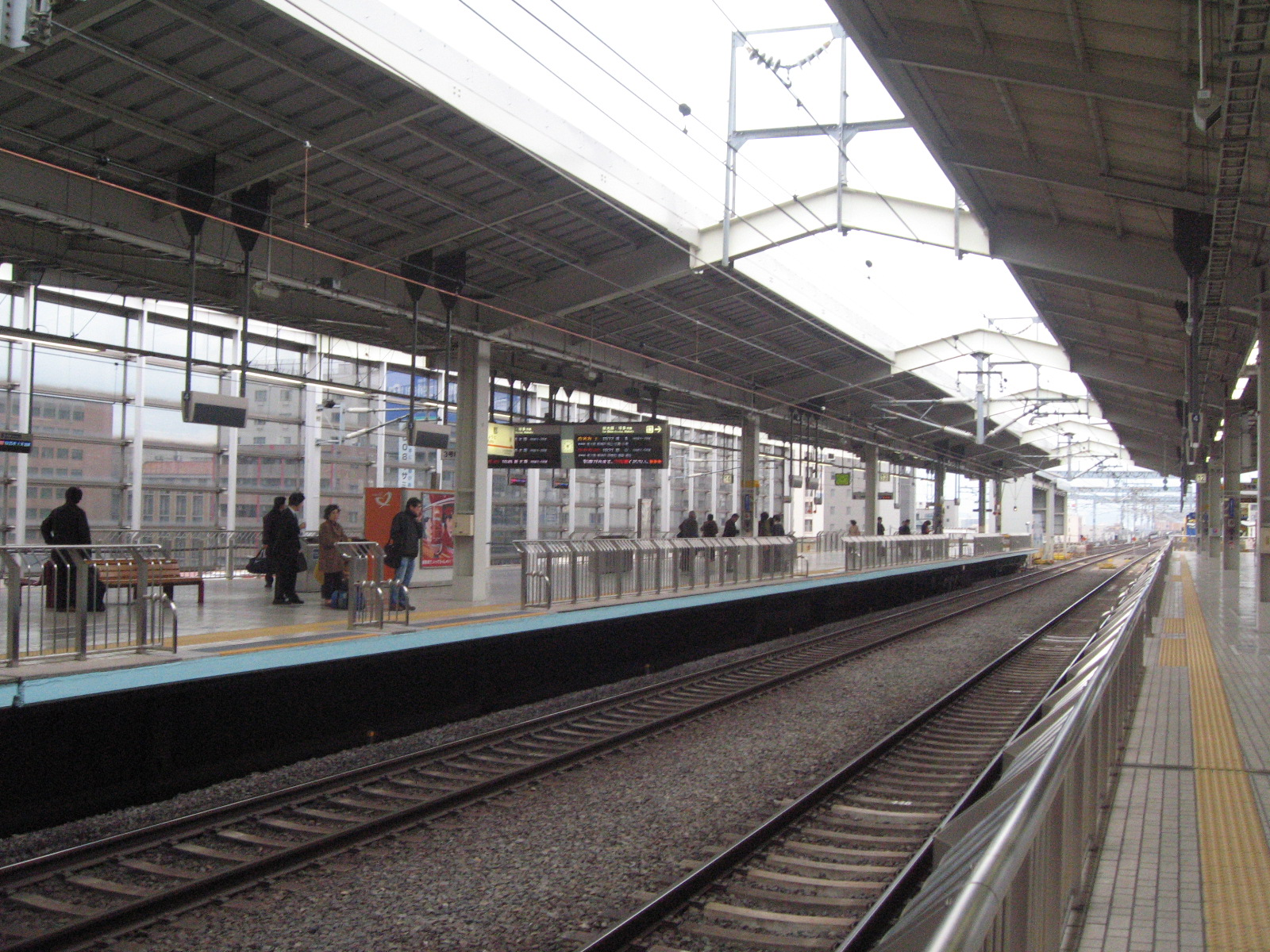
Shinkansen-Bahnsteig

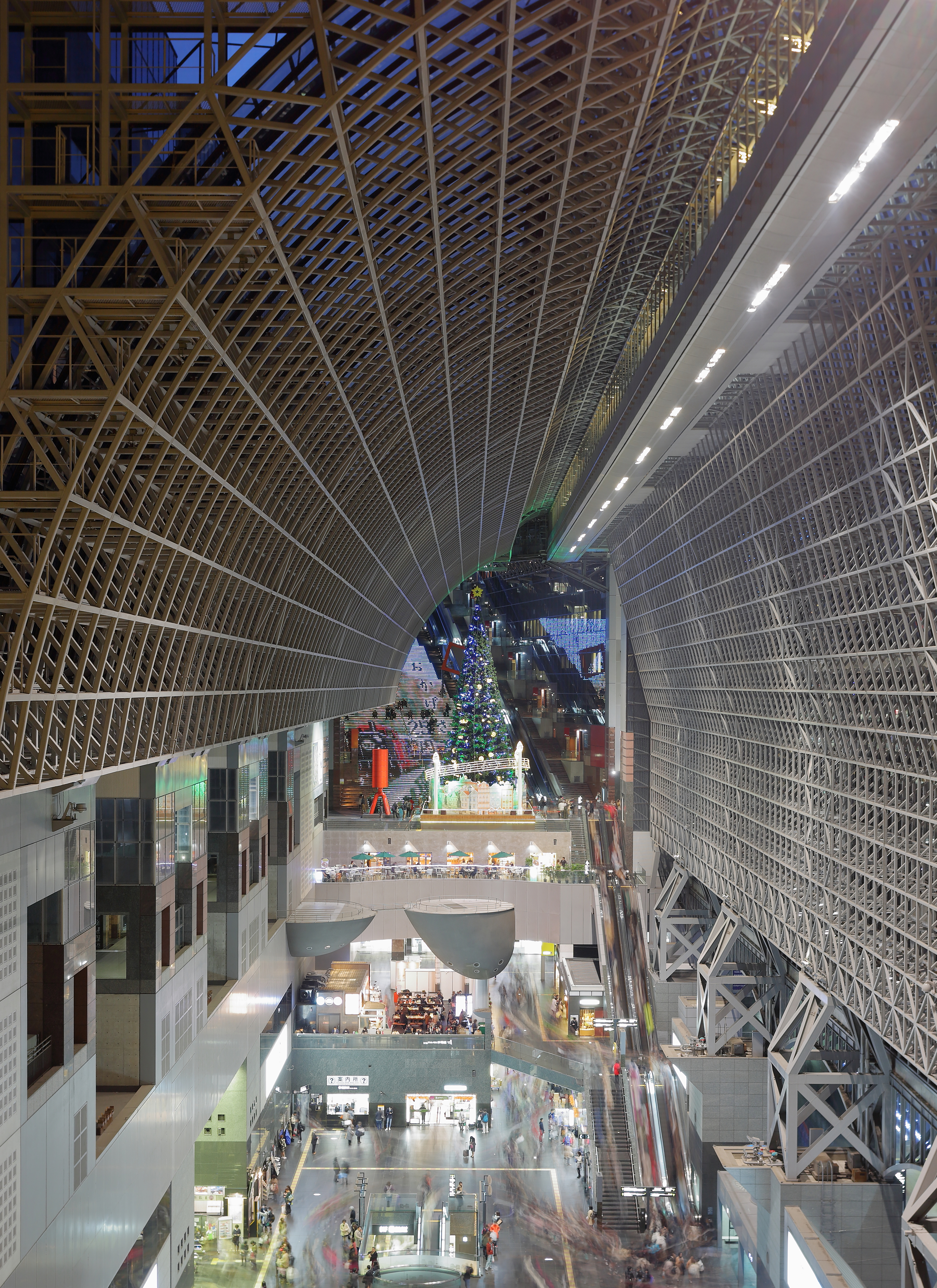
Architektur des heutigen Bahnhofsgebäudes

Der Bahnhof ist an den Tōkaidō-Shinkansen, verschiedene Linien der JR West, die private Kintetsu Kyōto-Linie und die U-Bahn Kyōto angebunden. Vor dem Bahnhofsgebäude befindet sich ein Busbahnhof.
Mit über 200 000 Reisenden pro Tag bei der JR West war Kyoto im Jahr 2016 nach Osaka der Bahnhof mit dem zweithöchsten Fahrgastaufkommen im Netz der JR West. Im gleichen Jahr wurde die U-Bahn-Station täglich von über 120.000 Passagieren genutzt.

## Geschichte
Im September 1876 wurde Kyoto an eine Linie des japanischen Eisenbahnministeriums angebunden. Da der Bahnhof zu dieser Zeit noch nicht fertiggestellt war, wurde zunächst ein Behelfsbahnhof „Ōmiya-dōri“ genutzt. Der erste Bahnhof von Kyoto wurde am 5. Februar 1877 durch einen Erlass Kaiser Meijis eröffnet.
1889 wurde die Bahn Teil der Tōkaidō-Hauptlinie, der Bahnhof wurde dann Endstation zweier Privatbahnen, die ihn mit dem nördlichen und südlichen Teil der Präfektur Kyoto verbanden: 1895 die Nara-Bahn (heutige Nara-Linie) und 1897 die Kyoto-Bahn (heutige Sagano-Linie).
Das Empfangsgebäude wurde 1914 durch ein neues Gebäude im Renaissance-Stil ersetzt. Der Bahnhofsplatz, der sich an der Stelle des abgerissenen ursprünglichen Gebäudes befand, wurde vor und während des Zweiten Weltkrieges häufig von kaiserlichen Wagenkolonnen benutzt, wenn Kaiser Hirohito zwischen Kyoto und Tokio unterwegs war. Der Empfangsgebäude brannte 1950 ab und wurde 1952 durch ein funktionaleres Betongebäude ersetzt.
Zum 1200sten Jahrestag der Stadt wurde 1997 ein neues Bahnhofsgebäude eingeweiht. Das von Hiroshi Hara entworfene Gebäude ist 70 Meter hoch, 470 Meter lang und hat eine Grundfläche von 237 689 m². Architektonisch greift es Elemente des Futurismus auf, wie die leicht unregelmäßige Glasfassade auf einem Stahlskelett.
Der Bau des Bahnhofsgebäudes war stark umstritten und wurde von Protesten durch Gewerkschaften und Interessenverbände begleitet.
Im Gebäude befinden sich außer den Bahnhofseinrichtungen ein Hotel, Einkaufszentrum, Restaurants, Imbissbuden und anderen Läden und Dienstleistungen für Reisende; auf dem Dach ist eine Aussichtsterrasse.

## Linien
Kyōto wird von den folgenden Linien bedient:
- JR Central Tōkaidō-Shinkansen
- JR West Tōkaidō-Hauptlinie
- JR West San’in-Hauptlinie
- JR West Kosei-Linie
- JR West Nara-Linie
- Kintetsu Kyōto-Linie
- U-Bahn Kyōto Karasuma-Linie